# Dinotrema tricoloratum
Dinotrema tricoloratum är en stekelart som beskrevs av Vladimir Ivanovich Tobias 2003. Dinotrema tricoloratum ingår i släktet Dinotrema och familjen bracksteklar. Inga underarter finns listade i Catalogue of Life.